# The Big Bang Theory/Staffel 5
Die fünfte Staffel der US-amerikanischen Sitcom The Big Bang Theory feierte ihre Premiere am 22. September 2011 auf dem Sender CBS. Die deutschsprachige Erstausstrahlung sendete der deutsche Free-TV-Sender ProSieben vom 13. März bis zum 13. November 2012.

## Darsteller
| Rollenname                            | Schauspieler   |
| ------------------------------------- | -------------- |
| Dr. Leonard Leakey Hofstadter         | Johnny Galecki |
| Dr. Dr. Sheldon Lee Cooper            | Jim Parsons    |
| Penny                                 | Kaley Cuoco    |
| Howard Joel Wolowitz, M.Eng.          | Simon Helberg  |
| Dr. Rajesh „Raj“ Ramayan Koothrappali | Kunal Nayyar   |
| Dr. Bernadette Maryann Rostenkowski   | Melissa Rauch  |
| Dr. Amy Farrah Fowler                 | Mayim Bialik   |

## DVD-Veröffentlichung
In den Vereinigten Staaten wurde die DVD zur fünften Staffel am 11. September 2012 veröffentlicht. Im Vereinigten Königreich bzw. in Deutschland ist die DVD zur fünften Staffel seit dem 3. September 2012 bzw. seit dem 14. Dezember 2012 erhältlich.